# X31
X31 är en motorvagnstyp med littera X31K. Sedan 2023 är alla fordon svenskägda, dessförinnan ägdes ett antal fordon av danska DSB och hade där typbeteckning ET.
Tillverkaren Bombardier Transportation kallar dem Crusalis Contessa och tillhör Flexliner-familjen. De drivs med elektricitet. Tågtypen används i Öresundstågstrafiken Østerport - Göteborg/Kalmar/Karlskrona. X31 gick tidigare även i DSB:s egna tåg Köpenhamn-Ystad, vissa av DSB:s regionaltåg på Själland och InterCity-tåg på Västkustbanan i SJ:s regi.
Sedan den 20 mars 2006 går det trippelkopplade X31-tåg över bron på morgonen. Det innebär att tågen då har nio vagnar och totalt rymmer 711 sittplatser. DSB samt danska Trafikstyrelsen beställde hösten 2008 ytterligare 10 tågsätt, för att kunna ersätta IR4 som användes som insatståg mellan Nivå och Kastrup. Ytterligare 11 tågsätt beställdes av svenska länstrafikbolag december 2009. Enligt Bombardier har 111 exemplar byggts. De första 67 tågen byggdes vid Kalmar Verkstad, men sedan denna stängdes 2005 tillverkades tågen i Tyskland.
I rapporten "Nytt tågkoncept för framtiden" konstaterar Skånetrafiken att "Produktionslinan för Öresundståg (X31) är stängd, vilket innebär att det inte går att köpa fler sådana fordon för att förstärka Öresundstrafiken." Detta bekräftas i ytterligare två dokument från Skånetrafiken. Sista leveransen av X31 gjordes 2012 och var 11 fordon till Transitio.
Skånetrafiken köpte 2023 tio begagnade Öresundståg från Danmark och därmed är samtliga Öresundståg i svensk ägo.

## Vagnskorg
Ett X31-tåg är knappt 79 meter långt och har en tomvikt kring 157 ton. Tåget har tre vagnar, vilket motsvarar en tomvikt kring 52 ton per vagn. Tågsättet har totalt 229 sittplatser, 20 platser är första klass samt 20 fällbara sittplatser i en så kallad låggolvsdel i mitten. Vagnskorgen har en bredd av 297 cm (X2 har 305 cm).
Vagnskorgarna (karosserna) är tillverkade av underhållsfritt rostfritt stål, men ändå lackerade i en ljus grå kulör, för att utseendemässigt passa med de danska motorvagnstågen tillverkade av aluminium. Till det yttre känns de igen genom att de är målade i grå färg och har en speciell front som är svart. Upp till fem tågsätt kan multipelkopplas samman. Frontdörren i förarhytten viks då undan och ger en fri passage genom hela tåget, vilket är ett säkerhetskrav i Drogdentunneln som är en del av Öresundsförbindelsen. Tåget är utrustat med nödbromsöverbryggning, ett krav för att tåg ska få gå på Öresundsförbindelsen och genom Citytunneln. På Öresundsförbindelsen är det inte, som i en del fall i Sverige, lokföraren som ansvarar för passagerarnas säkerhet på motorvagnståg, utan ombordpersonalen är särskilt ombordansvarig enligt danska regler. Tågen kopplas rutinmässigt ihop och isär. Det beror på att särskilt på sträckan Helsingborg–Østerport vill man ha långa tåg, i högtrafik tre X31 med nio vagnar, samtidigt tågen inte får vara så långa i de bortre delarna av det svenska nätet på grund av korta perronger, och det inte heller behövs så långa tåg där.

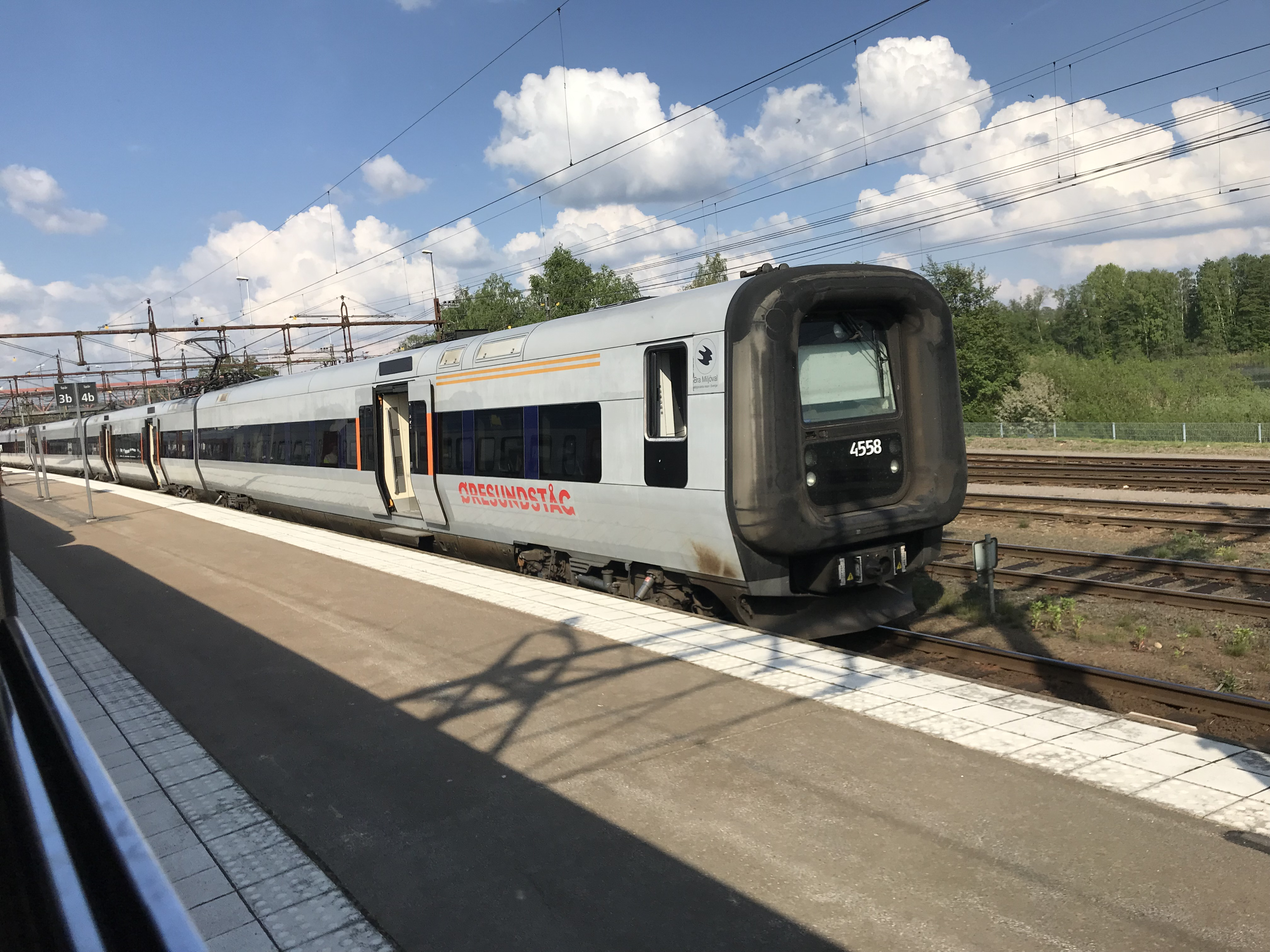
Öresundståg (X31) vid Alvesta station

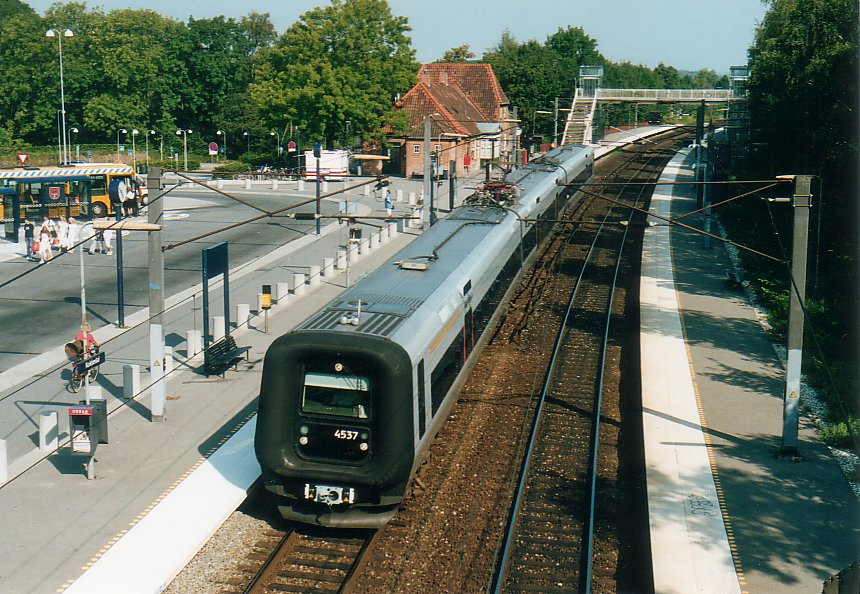
Öresundståg (X31) på Kystbanen i Kokkedal

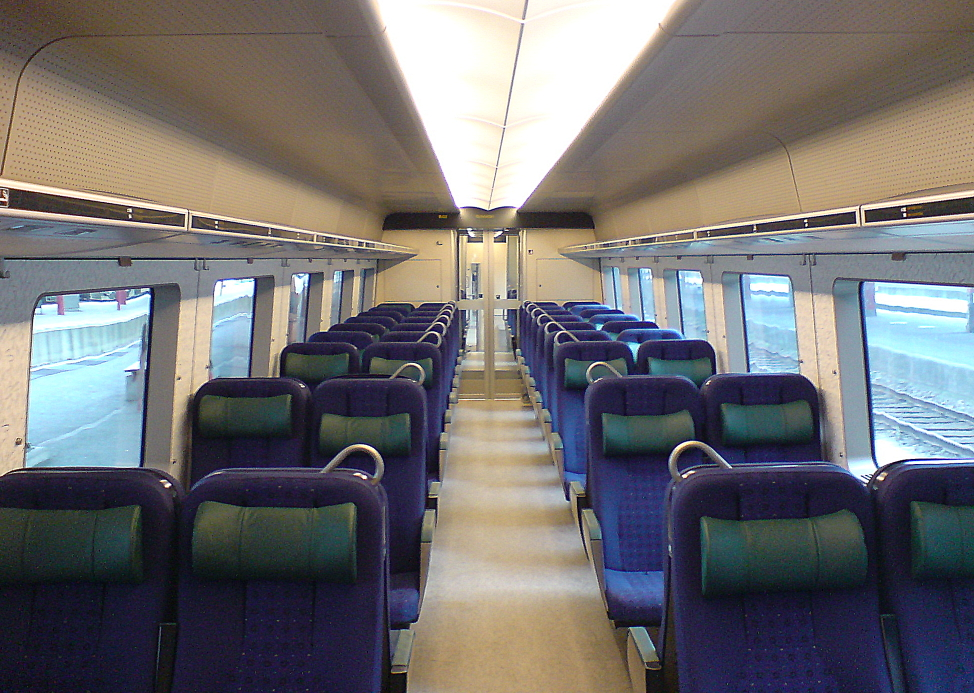
Interiör i ett Öresundståg (X31)

## Inredning
En ytterligare tågtyp kallad X32 beställdes 2002 av Skånetrafiken och Blekingetrafiken och sattes in på Kust till Kust-banan mellan Göteborg och Karlskrona/Kalmar. Egentligen var tågsätten tänkta att användas som Øresundståg när elektrifieringen av Blekinge Kustbana var färdigställd, men vid tidpunkten var det osäkert om aktuell fordonstyp skulle produceras även när banan var färdig-elektrifierad. X32 hyrdes därmed ut till SJ under tiden.
Från början hade X32 en bekvämare inredning än X31, då den gick i något mer långväga trafik. På grund av krav från DSB att tågen till Danmark skulle ha en viss standard sett till att tågen fungerar som pendeltåg på Kustbanan fick tågen byggas om till Öresundstågsstandard när de sattes in i trafik efter elektrifieringen av Blekinge kustbana var färdigställd.
Än idag kan dock X32 särskiljas från övriga X31 genom att X32 har tre toaletter, medan X31 enbart har två. 
SJ:s intercitytåg Göteborg–Köpenhamn var X31-tåg som hade rustats med en bekvämare inredning. Bland annat hade första klass säten i 1+2 sittning och sätena var av samma modell som finns på X2000 och SJ:s upprustade loktåg. Dessa tåg var även utrustade med bistro. Dock har de senare återfått Öresundstågens inredning och littera X31 efter att SJ återlämnat tågen till Öresundståg AB.

## Drivlina och löpverk
Tåget har elektrisk drivning, med återmatning av energi till kontaktledningen genom regenerativ broms. Den maximala hastigheten är 180 km/h. Trots den höga hastigheten går tåget tämligen tyst. Eftersom Sverige och Danmark har olika elsystem så kan Öresundstågen köra på både det svenska systemet 16 kV 16 2/3 Hz och det danska systemet 25 kV 50 Hz. Länderna har också olika signalsystem och tågen är anpassade för båda och byter system i full fart när tåget passerar Pepparholm.
Av tågsättets 12 axlar är 8 drivna, vilket ger en god acceleration. Mittenheten har endast löpboggier. Varje tågsätt kostar 87 miljoner kronor (prisnivå 2009) vilket motsvarar omkring 29 miljoner kronor per enhet ("vagn").
För framdrivningen svarar åtta asynkronmotorer med en total max-effekt av 2 300 kW. Motorboggin har axelavståndet 260 cm och är utrustad med två stycken drivmotorer. Av utrymmesskäl monteras skivbromsarna på hjulskivorna hos motorboggierna. Dessutom är tre av de fyra motorboggierna utrustade med en magnetskenbroms, som både ger direkt bromsverkan via friktion och ökar adhesionen på hjulen.

## Upprustning
Efter att större delen av fordonsflottan varit i trafik i över 15 år, meddelade Öresundståg att en upprustning av flottan skulle genomföras. Bland annat fick stolarna i 2:a klass ny klädsel; 1:a klass fick nya fällbara stolar; det blev nya bagageställ i låggolvsdelen och i 1:a klass; de kritiserade toaletterna byttes; hela tåget fick nytt golv; det blev en ny sittgrupp för rullstolsburna resenärer. Nästan hela exteriören gjordes om, men den grå färgen behölls.
Notan för renoveringen var runt 51 miljoner kronor och den stod länstrafikhuvudmännen (Skånetrafiken, Västtrafik, Länstrafiken Kronoberg, Hallandstrafiken, Blekingetrafiken och Kalmar länstrafik) samt DSB för.
Tågen renoverades i depån i Tillberga utanför Västerås. Renoveringen avslutades under 2023.